# Diócesis de Ambia
La diócesis de Ambia (en latín: Dioecesis Ambiensis) es una sede suprimida y sede titular de la Iglesia católica.

## Historia
Ambia, cerca de Hamman-Bou-Hanifia en la actual Argelia, es una antigua sede episcopal de la provincia romana de Mauritania Cesariense.
Solo se conoce un obispo asociado a esta sede, Félix, quien fue uno de los prelados católicos convocados en Cartago por el rey vándalo Hunerico en el año 484.
Desde 1933, Ambia figura entre las sedes episcopales titulares de la Iglesia católica; desde el 29 de junio de 2016, el obispo titular es Roberto Bergamaschi, S.D.B., vicario apostólico de Gambella.

## Episcopologio

### Obispos
- Félix † (mencionado en 484)

### Obispos titulares
- Alexandre-Auguste-Laurent-Marie Roy, M.Afr. † (28 de mayo de 1934 - 10 de febrero de 1984, fallecido)
- Eduardo Vicente Mirás † (1 de marzo de 1984 - 20 de noviembre de 1993, nombrado arzobispo de Rosario)
- Carlos Aníbal Altamirano Argüello † (3 de enero de 1994 - 14 de febrero de 2004, nombrado obispo de Azogues)
- Víctor Sánchez Espinosa (2 de marzo de 2004 - 5 de febrero de 2009, nombrado arzobispo de Puebla de los Ángeles)
- Giovanni Migliorati, M.C.C.I. † (21 de marzo de 2009 - 12 de mayo de 2016, fallecido)
- Roberto Bergamaschi, S.D.B., desde el 29 de junio de 2016